# Cuahuazalpa
Cuahuazalpa är en ort i Mexiko.   Den ligger i kommunen Pedro Ascencio Alquisiras och delstaten Guerrero, i den södra delen av landet, 120 km sydväst om huvudstaden Mexico City. Cuahuazalpa ligger 1 604 meter över havet och antalet invånare är 106.
Terrängen runt Cuahuazalpa är lite bergig, och sluttar västerut. Runt Cuahuazalpa är det ganska glesbefolkat, med 35 invånare per kvadratkilometer. Närmaste större samhälle är Teloloapan, 19,3 km söder om Cuahuazalpa. I omgivningarna runt Cuahuazalpa växer huvudsakligen savannskog.